# Дьюк (остров)
Дьюк — остров в группе островов Гравина архипелага Александра, в юго-восточной части штата Аляска. Остров расположен к северу от Канадско-Американской границы. Он достигает 19 км в длину и 13 км в ширину. Остров входит в Аляскинский ультраосновной комплекс, который в настоящее время изучается для открытия магматических сульфидных месторождений.
Остров был назван Уильямом Хэйли Доллом в 1879 году. Он, вероятно, взял название мыса на юге острова, который Джордж Ванкувер назвал в 1793 году в честь Герцога Нортумберленд (англ. Duke — герцог).